# Canon EOS 5D
Die Canon EOS-5D ist eine digitale Spiegelreflexkamera des japanischen Herstellers Canon, die im September 2005 auf dem Markt erschien. Die Produktion wurde inzwischen eingestellt. Zielgruppe des Herstellers waren hauptsächlich Berufsfotografen.

## Technische Merkmale
Die Kamera verfügt über einen Vollformat-CMOS-Sensor mit 12,8 Megapixeln, einen 9-Punkt-Autofokus und einen 2,5-Zoll-LC-Bildschirm. Sie ist kompatibel mit allen Objektiven mit Canon-EF-Bajonettanschluss und wiegt ohne Objektiv 810 g.
Die Kamera kann Reihenaufnahmen mit bis zu 3 Bildern pro Sekunde auf CompactFlash-Speicherkarten aufzeichnen und verfügt zudem über Pufferspeicher für bis zu 60 Large-JPEG-komprimierte Bilder oder 9 Bilder im RAW-Format. Der Autofokus hat neun Messfelder sowie sechs Hilfsfelder, die im Sucher nicht angezeigt und nur im Servo-AF-Modus für die Fokussierung bewegter Objekte verwendet werden, wenn das zentrale Messfeld ausgewählt und die Individualfunktion C.Fn-17 auf „Erweitert“ eingestellt ist.
Zur Bildkontrolle verfügt die Kamera über auswechselbare Mattscheiben, einen 2,5-Zoll-LC-Bildschirm für die Nachkontrolle sowie über eine Picture-Style-Bildverarbeitung. Ein DIGIC-II-Prozessor sorgt für den Betrieb der Kamerasoftware. Bilder in RAW- und JPEG-Format können simultan gespeichert werden. Als Software zur Verarbeitung von Kamera-Rohdaten wird Digital Photo Professional mitgeliefert. Das Gehäuse besteht aus einer Magnesiumlegierung.
Die Kamera verfügt nicht über einen integrierten Blitz. Stattdessen sind die Standard-Anschlüsse für Blitzgeräte vorhanden, ein Blitzschuh über dem Sucher und ein X-Synchronanschluss an der linken Seite.
Im Februar 2009 gab es eine Rückrufaktion des Herstellers, bei der die Halterung des Spiegels verstärkt wurde.